# 百岁桥
百岁桥，位于中国云南省丽江市古城区大研街道新义社区百岁坊，建于清。
2023年8月22日，百岁桥公布为第四批古城区文物保护单位。